# Бліскастель
Бліскастель (нім. Blieskastel) — місто в Німеччині, знаходиться в землі Саар. Входить до складу району Саарпфальц.
Площа — 108,27 км2. Населення становить 20 153 ос. (станом на 31 грудня 2021).